# Brent (Alabama)
Pour les articles homonymes, voir Brent.
Brent est une ville américaine située dans le comté de Bibb en Alabama.
Selon le recensement de 2010, Brent compte 4 947 habitants. La municipalité s'étend sur 8,81 milles carrés (22,82 km2), dont 8,78 milles carrés (22,74 km2) de terres.

## Démographie
| 1920 | 1930 | 1940 | 1950  | 1960  | 1970  | 1980  | 1990  |
| ---- | ---- | ---- | ----- | ----- | ----- | ----- | ----- |
| 386  | 586  | 829  | 1 100 | 1 879 | 2 093 | 2 862 | 2 776 |

| 2000  | 2010  | - | - | - | - | - | - |
| ----- | ----- | - | - | - | - | - | - |
| 4 024 | 4 947 | - | - | - | - | - | - |